# Braterska obietnica
Braterska obietnica – amerykański film telewizyjny z 1996 roku w reżyserii Billa Corcorana, którego premiera odbyła się 14 lutego 1996 roku na stacji CBS.
Zdjęcia do filmu kręcono w Calgary i Toronto w Kanadzie oraz w Wilmington w stanie Karolina Północna.

## Fabuła
Dan Jansen (Matt Keeslar) jest utalentowanym łyżwiarzem szybkim i odnosi sukcesy na zawodach międzynarodowych. Jest mocno związany z rodziną, szczególnie ze starszą siostrą Jane (Jayne Brook). Jane krótko po narodzinach córki, dowiaduje się, że ma białaczkę, co jest szokiem dla całej rodziny, szczególnie dla Dana.
Choroba postępuje, a Jane ma już coraz mniej sił. Umiera tuż przed startem brata na zimowych igrzyskach olimpijskich 1988 w Calgary. Kariera Dana się załamuje. Wkrótce rozstaje się z dotychczasową partnerką, która nie potrafiła rozumieć jego silnych więzi z siostrą i wkrótce poznaje Natalie Grenier (Christina Cox), która rozumie silne przywiązane Dana do siostry. Wkrótce biorą ślub i rodzi im się córka, której dają na imię Jane, po zmarłej siostrze Dana.
Kilka miesięcy później, na zimowych igrzyskach olimpijskich 1994 w Lillehammer, zdobywa medal olimpijski w wyścigu na 1000 metrów, pobijając również rekord świata. Po zawodach w geście triumfu robi okrążenie dookoła toru, trzymając córkę na rękach.

## Obsada
- Matt Keeslar − Dan Jansen
- Jayne Brook − Jane Jansen
- Len Cariou − Harry Jansen
- Christina Cox − Natalie Grenier
- Claire Rankin − Robin Jansen
- Louis Ferreira − Nick Tometz
- David Keeley − Peter Mueller
- Scott Speedman − Andy Gables
- Patricia Gage − Gerry Jansen
- Hugh Thompson − Richard Beres
- Mark Lutz − Mike Jansen
- Richard Fitzpatrick − Ojciec Yockey
- Nora Sheehan − Mary Jansen
- Scott Wickware − Jim Jansen
- Shari Hollett − Jo-Anne Jansen
- Rachel Wilson − Stacy
- Stephen Bogaert − Steve